# Tereza Jančová
Tereza Jančová, född 31 mars 1999, är en slovakisk alpin skidåkare som ingick i det slovakiska lag som vann silver i lagtävlingen vid världsmästerskapen i alpin skidsport 2017. Hon var reserv och tävlade inte men tilldelades medalj.